# Општина Појана Бленкиј (Салаж)
Појана Бленкиј (рум. Poiana Blenchii) општина је у Румунији у округу Салаж.
Oпштина се налази на надморској висини од 252 m.